# 徐晗
徐晗（1993年1月15日—），中国大陆女歌手，女子偶像团体SNH48前成员。

## 经历
2014年7月成为SNH48三期生，9月加入SNH48 Team HII。2016年参加东方卫视真人秀节目《国民美少女》。2019年12月退出SNH48。
2020年1月，举办首场个人演唱会。2021年4月，发行首张个人专辑《丛林之门》。